# Comité de rugby de Nouvelle-Calédonie
Le Comité de rugby de Nouvelle-Calédonie est un organe fédéral dépendant de la Fédération française de rugby et chargé d'organiser les compétitions de rugby à XV et à sept à Nouvelle-Calédonie.

## Histoire
La ligue de rugby de Nouvelle-Calédonie est officiellement créée en 1964. Dès 1957, une poignée de dirigeants avaient jeté les bases de ce qui allait devenir le Comité régional de rugby. Cependant des photos récemment découvertes attestent que dès le début du XXe siècle (en 1902), des matchs étaient régulièrement organisés en Nouvelle-Calédonie.

## Structures

### Identité visuelle

Logo du comité jusqu'en juillet 2021
Logo du comité depuis juillet 2021

### Liste des présidents
- ? - 2016 : Iréné Filisika
- 2016-2021 : Marc Barré
- Depuis 2021 : Marc Perinet

### Élections du comité directeur
En 2020, Marc Barré est réélu président du comité régional de rugby pour un deuxième mandat de quatre ans. En 2021, il est poussé vers la sortie et remplacé par Marc Perinet, président du Stade Calédonien.

### Organigramme
| Comité directeur                                              | Administration |
| ------------------------------------------------------------- | --- |
| Président : Irèné FILISIKA Secrétaire général : CÉDRIC ESTEVE | Directeur technique des Outre-mer : Frédéric Pomarel Conseiller technique de ligue Zone Pacifique : Gilles Estève Responsable administrative CTRNC: Maria Vahaamahina |

## Formation

### Pôle espoir
En 2017, un pôle espoirs rugby ouvre ses portes à Nouméa. Il est dirigé par l'ancien joueur professionnel Willy Taofifénua.

### Joueurs internationaux formés en Nouvelle-Calédonie
- Matthieu Jalibert commence le rugby au Stade calédonien lors d'un séjour de trois ans de 2004 à 2007 à Nouméa
- Peato Mauvaka est né à Nouméa et évolue au URC Dumbéa jusqu'à l'âge de 15 ans avant de rejoindre le Stade toulousain en 2012